# Cytocanis
Cytocanis is een geslacht van vlinders van de familie uilen (Noctuidae), uit de onderfamilie Hadeninae.

## Soorten
- C. cerocalina Draudt, 1950
- C. denticulosa Walker, 1865